# 奧班·維克多
奧班·維克多·米哈伊（匈牙利語：Orbán Viktor Mihály，發音：[ˈorbaːn ˈviktor] ⓘ；1963年5月31日—），匈牙利極右翼政治人物，現任匈牙利總理，青年民主主义者联盟－匈牙利公民联盟主席。
欧尔班的社会保守主义、民族保守主义、欧洲怀疑主义、極端種族主義以及他的建立“非自由国家”的主张引起了国际上的广泛关注。他曾公开批评匈牙利裔金融大鳄索罗斯利用移民潮捞钱。而自2010年欧尔班第二次执政以来，匈牙利被指经历了民主倒退，转向威权主义。

## 早年經歷
1963年5月31日出生于匈牙利塞克什白堡市。1987年毕业于匈牙利罗兰大学法学专业，1989－1990年曾在牛津大学彭布罗克学院学习政治学，后回国从政。

## 政治生涯
1988年参与创建青年民主主义者联盟（青民盟），當時他領導反共產主義的青年民主運動，並作為東歐劇變的參與者之一。1990年匈牙利結束一黨制後，他進入匈牙利國會。1993年任青年民主主义者联盟－匈牙利公民党主席，曾任匈牙利国会代表和国会欧洲一体化事务委员会主席，當時青民盟仍為中間派的自由主義政黨，尚未轉為民族保守主義政黨。

### 第一届總理：1998－2002
1998年大選，欧尔班領導的中右翼保守派青年民主主义者联盟在议会选举中取得勝利，雖然經兩輪投票後，總得票不及匈牙利社會黨，但青民盟成為第一大黨，取得148席，35歲的欧尔班首次出任匈牙利总理，他成為匈牙利历史上第二年輕的總理。他與右翼獨立公民黨及民主論壇組建中右翼聯合政府，直至2002年大選失利。

### 在野时期：2002－2010
2002年大選中，欧尔班領導的青年民主主义者联盟在议会雖然維持第一大黨的地位，但中左翼的社會黨與自由民主聯盟組建聯合政府，青民盟開始長達八年的在野時期。
2006年大選中，欧尔班領導的青年民主主义者聯盟雖然取得最多選票，但中左翼社會黨與自由民主聯盟取得過半議席，可以繼續執政。青民盟繼續在野。

### 第二届總理：2010－2014

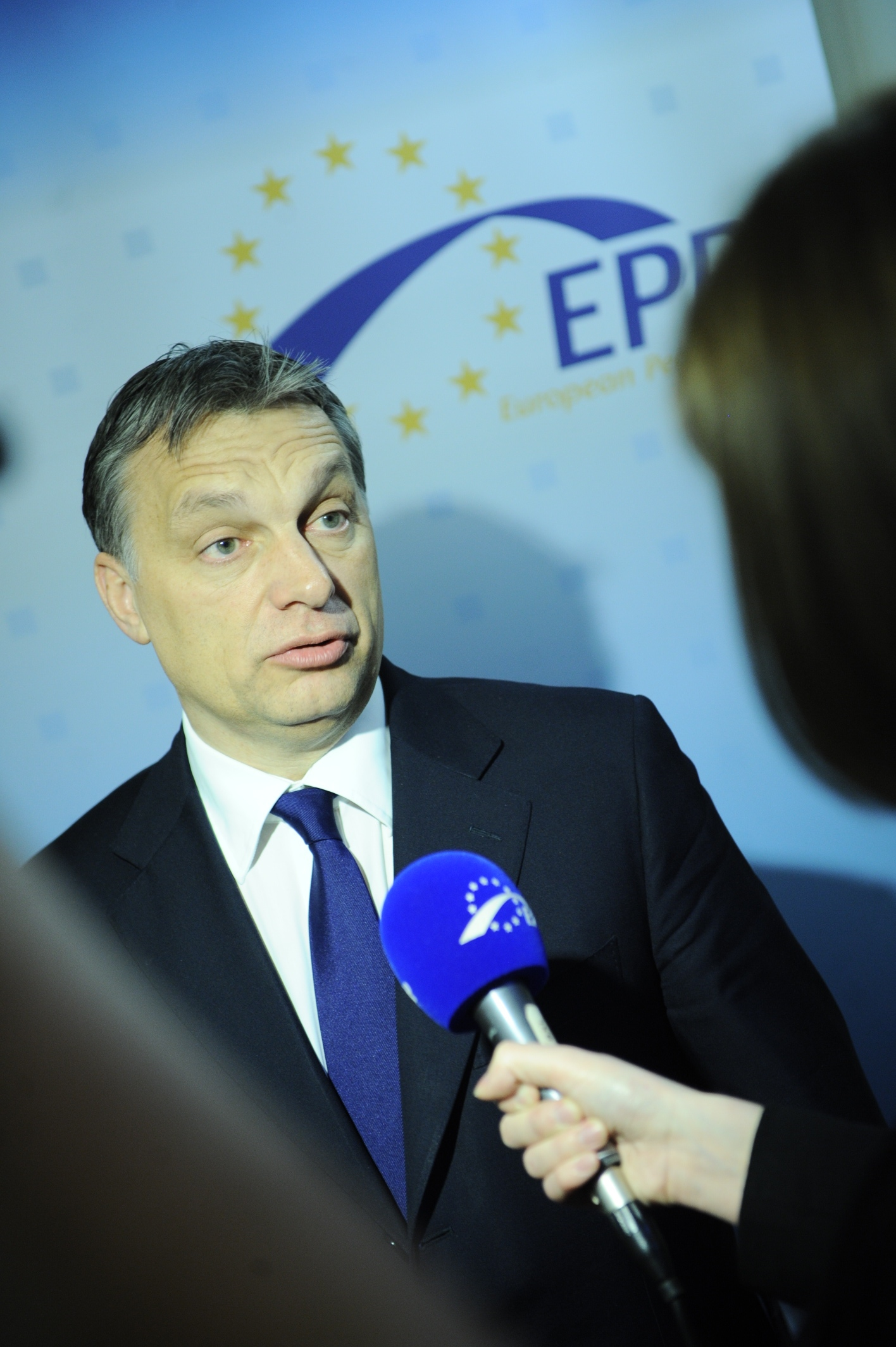
欧尔班在2012年歐洲人民黨峰會期間接受採訪

2010年4月11日，匈牙利在經歷嚴重經濟危機後，举行国会选举第一轮投票。欧尔班领导的在野党右翼青年民主主义者联盟及其盟友基民党获得压倒性胜利，在匈牙利国会386个议席中获得53.37%的议席即206席，执政八年的社会党大敗，僅取得28席，极右派政党“更好的匈牙利运动”获得26席。青年民主主义者联盟在2010年匈牙利國會大選第一階段獲得52.73%的的選票。其後第二輪投票後，青民盟在單一選區取得176席中的173席，分區選區146席中的87席，以及全國不分區選區的3席，合共取得263席，取得三分之二多數的國會席位，達到修改憲法的門檻。5月14日，匈牙利总统绍约姆·拉斯洛提名奧班出任新政府总理。5月29日，匈牙利国会以261票赞成、107票反对的投票结果选举欧尔班为新政府总理，386名议员中有18名议员没有参加投票，随后奧班政府宣誓就职，欧尔班相隔八年第二次出任總理。
在奧班領導的右翼政府推動下，青民盟憑著在议会三分之二的多數修改憲法，2011年4月18日，匈牙利议会以262票贊成，44票反對通过名为《匈牙利基本法》的新宪法。新宪法于2012年1月1日起生效。奧班主導的匈牙利议会通過改革選舉制度，议会議員數目由386名減半至199名，议会選舉由兩輪投票制改為並立制，106席為單一選區，93席為名單比例代表制，依政黨得票分配席次。區域與全國名單合併為「政黨名單」（party-list）並大幅減少名額，單一選區多於政黨比例代表席次。
2011年通過的新憲法，同時削弱匈牙利宪法法院的權力，通過降低退休年齡而使不少大法官被迫退休；在竞选运动，教育，无家可归者以及家庭权利等方面严格法律的规定，具体内容包括当局有权利禁止使用于“居住目的”公共空间；议会有权就是否教会应该被正式承认充当仲裁者；一个家庭的定义为一对夫妻和儿童（反同性婚姻）；国家资助的学生可以在指定的时间内在匈牙利工作；以及政党的政治广播在正式竞选期间内被限制在国家资助的媒体中。

### 第三届總理：2014－2018
2014年4月6日舉行的國會選舉，奧班領導的青民盟再次勝出，赢得199席中的133席，第三次擔任總理，其後青民盟因補選落敗減少2席，導致失去國會的三分之二多數優勢，失去單獨修憲的權力。
2015年，歐洲移民危機急劇惡化，奧班政府認為對以穆斯林為主的非法移民及難民「來者不拒」的做法將會導致嚴重危害歐洲基督教文化及國家安全。奧班政府在南部接壤塞爾維亞和克羅地亞的邊境加建圍網阻止非法入境，並修改法例打擊非法入境和授權軍隊可向試圖非法入境的人使用非致命武器。匈牙利處理非法移民的強硬做法受到歐洲左派和聯合國的批評，不過歐洲民間、特別不少歐盟國家的右派民粹主義政黨（例如德國另類選擇及奧地利自由黨），強烈支持匈牙利政府的強硬做法。
2017年4月9日，奧班政府推動被指為「中歐大學條款」的高教法修正案草案，其中最具爭議的內容包括：2017年9月起，外國註冊立案的大學，必須要有匈牙利與該外國政府簽約背書，才得以在匈牙利招生運作；在匈牙利運作的外國大學，必須在其註冊國擁有營運中的校區，被認為是針對中歐大學。奧班不僅將草案列為優先法案，還下令所屬的青民盟「務必投下贊成票」。最後，在草案曝光後不過短短一個禮拜，「中歐大學條款」便在國會以123：38通過。艾德總統隔日簽署了高教法修正案——「中歐大學條款」正式生效，自2018年1月起，中歐大學將無法進行招生。學校由喬治·索羅斯創辦，奧班曾公開批評索羅斯是「利用移民潮撈錢」，指責索羅斯意圖「削弱民族國家」以及「改變歐洲傳統生活」。奧班公開表示，目的就是要把索羅斯資助的非政府組織全部趕出匈牙利。歐盟和美國目前都已表達嚴正關切，其中美國國務院呼籲匈牙利暫緩實行高教法修正案。而中歐大學的布魯塞爾校友會，也希望歐盟和美國能有進一步的動作。

### 第四届總理：2018－2022
2018年4月8日舉行的國會選舉，奧班領導的青民盟再次勝出，赢得199席中的133席（連同1席親青民盟的德語席次，合共134席），奧班第四次當選總理。
在選舉前夕，奧班將自己塑造成匈牙利守護者，阻擋想入侵的移民和有敵意的西方勢力。他告訴支持群眾：「歐洲領袖和一名投機致富的億萬富翁（喬治·索羅斯）攜手合作，要讓移民進來。大規模移民和恐怖威脅增加是分不開的。當有大量移民，女性會面臨暴力攻擊的威脅。」奧班樹立並發放成千上萬的選戰看板和選舉海報，刊登綿延不絕的移民湧入的照片，上面只放了一個簡單訊息：寫著 「禁止通行」的紅色交通號誌。
匈牙利国民议会在2018年12月19日通过被批为“奴隶法”的劳工改革法案。新劳工法赋予雇主更大权力，可要求雇员把每年加班时数从250小时增至400小时，拖延薪资期限延长至3年。支持总理欧尔班·维克多颁布新法的总统阿戴尔·亚诺什在20日无视国内反对声浪，签署新版劳工法。示威者力促总统阿戴尔·亚诺什切勿签署新法，工会也威胁一旦签署新法将发动全面罢工。政党尤比克争取更好的匈牙利运动直斥总理欧尔班·维克多的决定可耻。
2019冠狀病毒病蔓延至匈牙利後，匈牙利在2020年3月底開始進入緊急狀態，同時該國頒布緊急狀態法案，賦予總理過大權力，包含以總理行政命令取代法令。2020年6月19日，匈牙利解除緊急狀態，匈牙利國會投票廢除疫情期間賦予總理奧爾班的極大權力。

### 第五届總理：2022－
2022年4月3日匈牙利议会选举中，执政党青民盟和基民党联盟获得比上届大选更高的支持率，大比例战胜由国内六大反对党组成的联盟，在199席的国会中占据135席，再次获得三分之二多数议席，成为国会第一大党。匈牙利国会5月16日选举欧尔班为总理，欧尔班第五次担任总理。
2022年9月15日，歐洲議會通過決議，認定匈牙利不再是一個完全民主國家，而是一個「選舉式威權主義的混合政體」，並且嚴重違反歐盟民主規範。
2024年1月18日，欧洲议会通过决议，呼吁欧盟领导人限制匈牙利在欧盟的权利，并谴责“匈牙利政府蓄意、持续和系统地破坏欧盟基本价值观的行为”。 决议条文呼吁，当包括欧洲理事会在內的所有欧盟成员国领导人确定匈牙利是否一再“严重且持续违反欧盟价值观”时，可能暂停匈牙利在欧盟的某些权利，包括在欧盟理事会的投票权。

## 外交政策
自2010年欧尔班再度就任總理以来，在國際關係上歐爾班政府與中華人民共和國、俄羅斯和白俄羅斯等國家關係緊密。
在中匈關係上，匈牙利是第一個同中國簽署一帶一路合作文件的歐盟國家。2020年，匈牙利從中國貸款18.55億美元用於建造匈塞鐵路。2019冠狀病毒病疫情爆發後，歐爾班政府率先採購中國製造的疫苗。歐爾班本人還親自接種了中國國藥集團生產的疫苗。2021年5月，匈牙利政府阻止了歐盟外長發表的一份旨在譴責中國推動2021年香港政治制度改革的聲明。此外歐爾班還推動復旦大學布達佩斯分校計劃。
自2017年乌克兰宣布国家语言政策后，匈牙利以乌克兰压制外喀尔巴阡匈牙利人的权利而阻止乌克兰参与任何北约议程。

## 批评与争议
2024年3月，欧尔班被卷入一桩腐败案件，导致数千民众要求罢免欧尔班。一旦证据确凿，欧尔班将被弹劾。

## 荣誉

### 外国勋章奖章
- 一级友谊勋章（哈萨克斯坦，2023年11月2日于阿斯塔纳颁发[25]）